# Touit purpuratus
Touit purpuratus е вид птица от семейство Папагалови (Psittacidae).

## Разпространение
Видът е разпространен в Бразилия, Венецуела, Гвиана, Еквадор, Колумбия, Перу, Суринам и Френска Гвиана.